# Shalpy
 (novembre 2019).
Si vous disposez d'ouvrages ou d'articles de référence ou si vous connaissez des sites web de qualité traitant du thème abordé ici, merci de compléter l'article en donnant les références utiles à sa vérifiabilité et en les liant à la section « Notes et références ».
Shalpy, connu aussi comme Scialpi (né Giovanni Scialpi à Parme le 12 avril 1962) est un chanteur et acteur italien.

## Discographie

### Album
- 1983 – Es-tensioni (RCA)
- 1984 – Animale (RCA)
- 1986 – Scialpi (RCA)
- 1987 – Yo soy el amor (RCA/Ariola Records)
- 1988 – Un morso e via (RCA)
- 1990 – Trasparente (RCA)
- 1991 – Neroe (RCA)
- 1992 – 360 gradi (RCA)
- 1994 – XXX (RTI Music)
- 1995 – Spazio 1995 (RTI Music)
- 2001 – Si io si! Greatest Hits (Self Distribuzione)
- 2003 – Spingi, Invoca, Ali (Universo)
- 2006 – Autoscatto (Deltadischi)
- 2011 – Liberi e romantici (Swillow) (progetto multimediale)

### Singles
- 1983 – Rocking Rolling / Hallo, Hallo (RCA)
- 1983 – Mi manchi tu (RCA)
- 1984 – Cigarettes and Coffee / Pioggia (RCA)
- 1986 – No East No West / Cry (La voce dentro) (RCA)
- 1986 – Cry (La voce dentro) / Paranoia (Live) (RCA)
- 1987 – Bella età / Paranoia (RCA)
- 1988 – Pregherei / Uno di noi (RCA)
- 1988 – Cani sciolti / Solitario (RCA)
- 1990 – Il grande fiume (RCA)
- 1990 – Les affaires sont les affaires / Mio tesoro (RCA)
- 1991 – A... Amare / A...Amare (Soft Version) (RCA)
- 1992 – È una nanna / È una nanna (reprise) (RCA)
- 1992 – Boom boom / Sesso o esse (RCA)
- 1994 – Baciami (RTI Music)
- 1995 – Che per amore fai... (RTI Music)
- 2001 – Sì io sì (Self Distribuzione)
- 2001 – La creazione (Self Distribuzione)
- 2002 – Sono quel ragazzo (Universo)
- 2003 – Pregherò Imparerò Salverò (Universo)
- 2005 – Non ti amo più (Deltadischi)
- 2006 – Goodbye (Deltadischi)
- 2011 – I Believe I Can Fly (singolo digitale)
- 2011 – Here I Am (singolo digitale)
- 2012 – Ilventocaldodellestate (singolo digitale)
- 2012 – Ilventocaldodellestate (Club Version) (singolo digitale)
- 2012 – Icon-man (singolo digitale)
- 2012 – Icon-man (Italy Version) (singolo digitale)
- 2013 – Music Is Mine (singolo digitale)
- 2014 – Come to Me (singolo digitale)
- 2014 – Besame (singolo digitale)
- 2014 – If You Really Want To (singolo digitale)
- 2016 – Pettirosso (singolo digitale)
- 2016 – Pettirosso Feat. Roby (singolo digitale)